# Vilanova de Bellpuig
Vilanova de Bellpuig – gmina w Hiszpanii, w prowincji Lleida, w Katalonii, o powierzchni 13,8 km². W 2011 roku gmina liczyła 1213 mieszkańców.